# Алтайци
Алтайците са разнороден тюркски народ, който обитава Южен Сибир и планината Алтай в Русия и съседните области Тува и Монголия. Към алтайците често се включат етническите групи телеути, теленгити, кумандинци, тубалари.

## История
Смята се, че поне част от алтайските групи произлизат от енисейските киргизи.
През ХІІІ-XIV век алтайските племена влизат в улуса на Джучи. В летописа Алтан Тобчи сред „горските народи“, покорени от Джучи, са посочени теленг.
Към XVII век се формират основните черти на стопанството и културата на алтайските племена и различията между тях. Южните алтайци се занимават с номадско скотовъдство и лов във високите степи, а северните - с мотично земеделие, лов в тайгата и риболов.
В средата на XVII век северните и южните алтайски племена са обложени с данък от Джунгарското ханство. В 1703 година по заповед на джунгарския хан Цеван Рабдан телеутите са преселени в Джунгария. Джунгарите правят опити да наложат тибетския будизъм (често наричан неправилно „ламаизъм“) сред алтайците и преследват местните шамани. След разгрома на Джунгарското ханство от Китай през 1755-1758 година телеути, тувинци и ойрати бягат на запад, включително в Западен и Централен Алтай, където се смесват с местното население.
По времето на Руската империя алтайците са познати под името ойроти. През ХVІІІ - XIX век сред алтайците работят руски православни мисионери. Успехите им сред южните алтайци са по-скромни.
Под руско и съветско влияние алтайците започват да водят уседнал начин на живот. Британският пътешественик Колин Таброн споменева за полуномадски начин на живот сред жителите на село Улаган в Източен Алтай в края на XX век.
Много от алтайците и днес са шаманисти или будисти.